# Верхні Кропачі
Верхні Кропачі́ (рос. Верхние Кропачи) — присілок у складі Слободського району Кіровської області, Росія. Входить до складу Денисовського сільського поселення.
Населення становить 140 осіб (2010, 93 у 2002).
Національний склад станом на 2002 рік — росіяни 100 %.